# Nowy Dwór Wejherowski (gromada)
Nowy Dwór Wejherowski (od 1 I 1962 Wejherowo) – dawna gromada, czyli najmniejsza jednostka podziału terytorialnego Polskiej Rzeczypospolitej Ludowej w latach 1954–1972.
Gromady, z gromadzkimi radami narodowymi (GRN) jako organami władzy najniższego stopnia na wsi, funkcjonowały od reformy reorganizującej administrację wiejską przeprowadzonej jesienią 1954 do momentu ich zniesienia z dniem 1 stycznia 1973, tym samym wypierając organizację gminną w latach 1954–1972.
Gromadę Nowy Dwór Wejherowski z siedzibą GRN w Nowym Dworze Wejherowskim utworzono – jako jedną z 8759 gromad na obszarze Polski – w powiecie wejherowskim w woj. gdańskim na mocy uchwały nr 26/III/54 WRN w Gdańsku z dnia 5 października 1954. W skład jednostki weszły obszary dotychczasowych gromad Nowy Dwór Wejherowski, Zbychowo, Reszki, Bieszkowice i Gniewowo ze zniesionej gminy Wejherowo w tymże powiecie. Dla gromady ustalono 13 członków gromadzkiej rady narodowej.
1 stycznia 1962 do gromady Nowy Dwór Wejherowski włączono miejscowości Łężyce, Głodówko i Rogulewo ze zniesionej gromady Koleczkowo w tymże powiecie, po czym gromadę Nowy Dwór Wejherowski zniesiono, przenosząc siedzibę GRN z Nowego Dworu Wejherowskiego do miasta Wejherowa i zmieniając nazwę jednostki na gromada Wejherowo.